# Falah Mustafa Bakir
Falah Mustafa Bakir (Arbela, 1964) és un polític del Kurdistan Iraquià. És el cap del Departament de Relacions Exteriors del Govern Regional del Kurdistan des de 2006.sorani: فەلاح مستەفا

## Biografia
Falah Mustafa Bakir va néixer a Arbela el 1964. Es va llicenciar en Lletres i Literatura Anglesa per la Universitat de Mossul (Iraq) el 1986. Es va llicenciar en ciències del desenvolupament per la Universitat de Bath (Anglaterra) el 1995. Parla fluidament el kurd, l'anglès i l'àrab.

### Primers càrrecs
Originalment, va ser responsable de relacions públiques del Partit Democràtic del Kurdistan (1996-1999) i viceministre d'Agricultura i Irrigació del Govern Regional (1999-2002). Posteriorment, va ser assessor sènior del primer ministre Nechervan Idris Barzani (2002-2004). Va ser coordinador kurd per a l'Autoritat Provisional de la Coalició l'any 2003 i va ser negociador pel Contingent Coreà de Forces Multinacionals, estacionades a Arbela el 2004. El mateix any també va ser nomenat ministre d'Estat del Kurdistan.

### Ministre d'Afers Exteriors

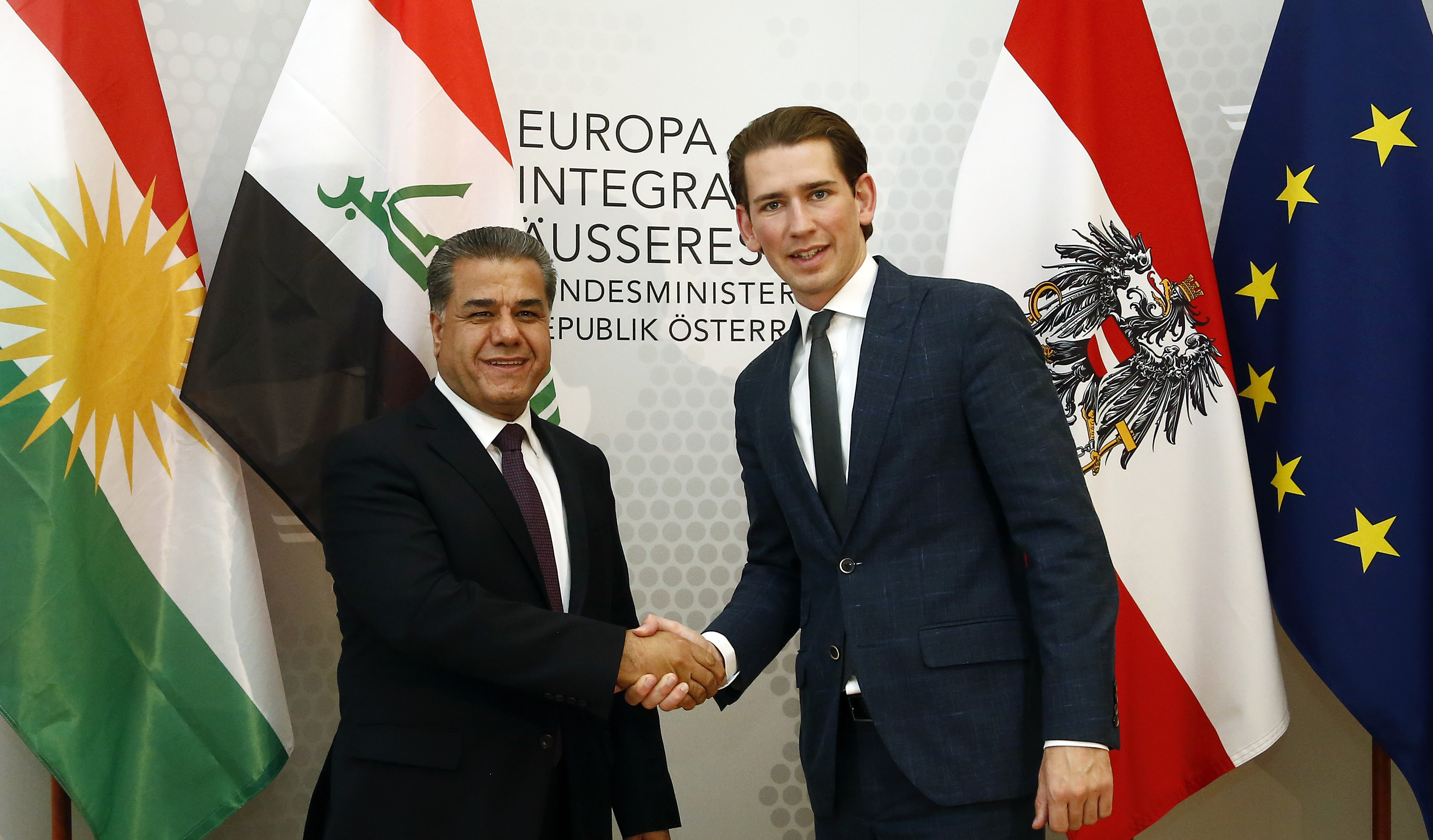
Bakir i el ministre d'Afers Exteriors austríac Sebastian Kurz el juny de 2015.

El 2006 va crear el Departament de Relacions Exteriors del Kurdistan, i des de llavors va exercir de ministre d'Afers Exteriors després d'assumir el càrrec el setembre del mateix any. El setembre de 2016 va continuar com a ministre de relacions exteriors del Govern Regional del Kurdistan. Aquest mes va afirma: "si arribem a un acord amb Bagdad (sobre la condició d'estat), potser no sigui necessari un referèndum". L'octubre de 2016 va declarar públicament que els peixmerga patien baixes per falta de suport aeri. És professor convidat a la Universitat de Salahaddin d'Arbela.